# Place Reine-Marguerite
La place Reine-Marguerite est un espace public situé dans la ville de Pau, dans le département français des Pyrénées-Atlantiques, en région Nouvelle-Aquitaine.

## Situation et accès
Plus ancienne place de la ville, elle est bordée par la rue Maréchal-Joffre et est le point de départ de la rue de Foix.

## Origine du nom
Elle rend hommage à la première épouse du roi Henri IV, Marguerite de Valois.

## Historique
La place résulte de l'expansion de la ville vers l'est, l'ancienne halle jouxtant alors le parlement devient alors, trop exigüe. 
Le 31 décembre 1590, Catherine de Bourbon, sœur du roi Henri IV, ordonne la construction d'une nouvelle halle permettant la réalisation de cette place. À cette occasion plusieurs maisons sont acquises puis démolies afin de créer l'emplacement de ladite halle, qui se tient en plein air pendant un peu plus de vingt ans. 
En 1619, après l'acquisition de dernières parcelles, une halle en bois sur piliers de pierre est construite afin de couvrir la population des intempéries. Celle-ci, sur deux niveaux, accueille les marchands au rez-de-chaussée et une imprimerie au premier étage. L'actuelle rue de Foix est alors percée au même moment afin de faciliter les échanges. 
En 1711, les terrains autour de la place sont vendus aux propriétaires voisins. Ils doivent alors édifier à leur frais et selon un plan architectural préétabli une série d'arcades, au devant d'une galerie accueillant boutiques et échoppes qualifiées à l'époque comme étant des « hangars » destinés à accueillir plus tard le reste des halles. Les plans de ces "hangars" dressés vers 1730, ont aujourd'hui disparu. 
En 1751, après l'achèvement des « hangars » (arcades et leur galeries), la halle de bois est démolie et ce n'est qu'à ce moment là et après de nombreuses délibérations, que les propriétaires sont autorisés à construire des immeubles au-dessus de ces arcades.
Durant la Révolution française la place est utilisée pour les exécutions capitales publiques sur le gibet ou la roue.
En 1826, la construction de nouvelles halles sur l'actuelle place Georges-Clemenceau fait baisser sa fréquentation jusqu'à devenir une simple place commerçante à la fin du XIXe siècle. Elle est renommée place Reine-Marguerite en 1897 en l'honneur de la reine Marguerite de Valois, première épouse du roi Henri IV.
Durant les années 1940, la partie est de la place est ravagée par un incendie, et les arcades sont supprimées au profit d'un immeuble de style Art déco tardif. 
En 1970, à l'occasion de la construction des halles de place de la République, la ville se porte acquéreur de la partie est de la place, et dans un souci historique, décide de restituer les arcades tout en conservant le bâti moderne. La place, alors vaste parking, fait alors l'objet d'une rénovation et est emménagée et pourvue d'une fontaine à l'emplacement d'un ancien puits.

## Bâtiments remarquables et lieux de mémoire
La place, de plan carré, se compose de 27 arcades surmontées à l'ouest par des immeubles à trois étages datant du XVIIIe siècle et à l'est par un immeuble de style Art déco datant des années 1940. Bâtie sur trois de ses faces, elle est ouverte sur la rue Maréchal-Joffre. L'on n'y accède également via la rue de Foix. Une fontaine datant du XIXe siècle prend place au centre de la place.

### XXIesiècle
En 2011 et 2012, dans le cadre du projet d'embellissement et de piétonisation du quartier Joffre, la place est rénovée avec la pose de pavés et le rafraîchissement de la fontaine.